# Брия Бенет
Брия Бенет (на английски: Brea Bennett) е американска порнографска актриса, родена на 7 февруари 1987 г. в град Меса, щата Аризона, САЩ.

## Кариера
Дебютира като актриса в порнографската индустрия през март 2012 г., когато е на 18-годишна възраст.
Победителка е в телевизионното реалити шоу на Джена Джеймисън – „Американската секс звезда на Джена“, за което получава ексклузивен договор за участие като актриса в продукции на компанията на Джеймисън – „Клуб Джена“.
След като през 2007 г. изтича договорът ѝ с „Клуб Джена“ започва да работи с различни компании, сред които „Пентхаус“, „Хъслър“, „Вивид Ентъртейнмънт“, „Адам и Ева“.
През 2009 г. се оттегля от порноиндустрията, за да се отдаде на музикална кариера.
През август 2013 г. обявява, че се завръща към снимането на порнофилми.
Избрана е за любимка на месец декември 2013 г. на списание Пентхаус.

## Награди и номинации
- 2006: Номинация за Temptation награда за тийнейджърка съблазнителка.[6]
- 2008: Twistys момиче на месец октомври.[7]